# Sieroszowice

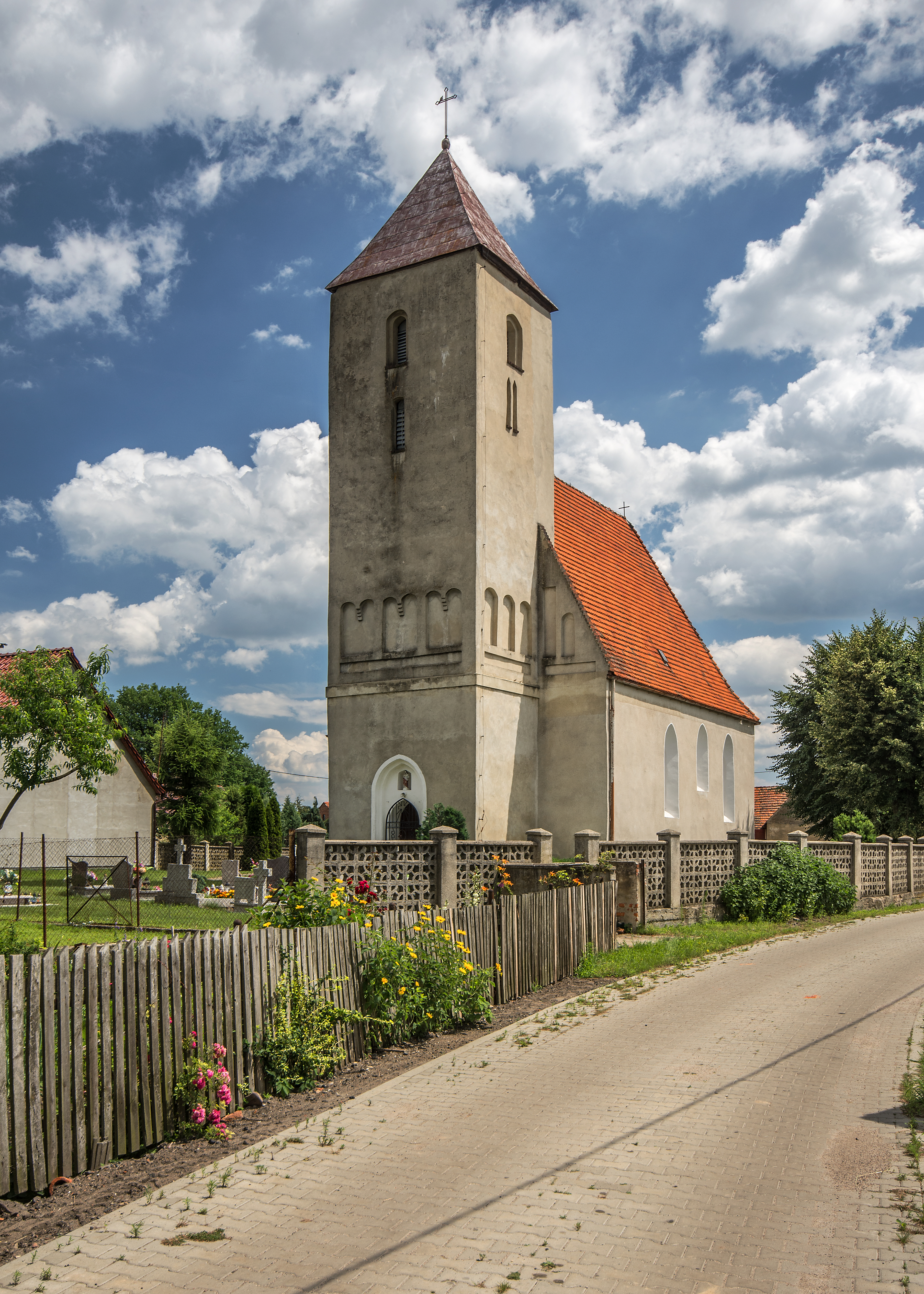
Kościół śś. Piotra i Pawła w Sieroszowicach

Sieroszowice – wieś w Polsce położona w województwie dolnośląskim, w powiecie polkowickim, w gminie Radwanice. Wieś jest siedzibą sołectwa Sieroszowice w którego skład wchodzi również przysiółek Ułanów.
| SIMC    | Nazwa  | Rodzaj     |
| ------- | ------ | ---------- |
| 0367108 | Ułanów | przysiółek |

W latach 1975–1998 miejscowość administracyjnie należała do województwa legnickiego.

## Zabytki
Do wojewódzkiego rejestru zabytków wpisane są:
- kościół filialny z XIV w., XVI w., przebudowany w 1910[8]. W kościele m.in. epitafia:
  - trojga dzieci (zm. 1584) Christopha von Brauna
  - pani von Pusch (zm. 1592) żony Christopha von Lossa[9]
- cmentarz przykościelny
- zespół pałacowy, z XVIII-XX w.:
  - pałac w Sieroszowicach
  - park.